# Route nationale 20 (Belgique)
Pour les articles homonymes, voir N20 et Route nationale 20.
La route nationale 20 est une route reliant Hasselt à Liège longue d'environ 37 km. La vitesse y est en général límitée entre 50 km/h à 90 km/h.

## Localités le long de la N20
- Hasselt
- Wintershoven
- Vliermaal
- Tongres
- Juprelle
- Rocourt
- Liège